# AuroraUX
AuroraUX es una sistema operativo de Licencia BSD basada en la fuente base de  OpenSolaris.
El propósito del proyecto AuroraUX es crear el núcleo del sistema operativo, que tenga una alta fiabilidad y para misión crítica. AuroraUX utiliza el lenguaje de programación Ada desarrollado por el Departamento de Defensa de los Estados Unidos (DOD). El kernel de AuroraUX está basado en el kernel de OpenSolaris, pero ha sido modificado para acceder a las partes que estaban cerradas que continuaban cerradas en el kernel de OpenSolaris. Esto es puede ser utilizado como base para otras distribuciones, este puede ser funcional como su propio sistema operativo.
Ada es un lenguaje de programación validado y seguro, originalmente destinado para sistemas de tiempo real y sistemas empotrados como aviónica, sistemas de armamento y espaciales. Además de usar el lenguaje de programación Ada, AuroraUX soporta Cyclone, C y C++. Cyclone ha sido desarrollado para evitar los desbordamientos de pila y otras vulnerabilidades de C. El equipo de AuroraUX ha elegido Falcon como lenguaje para los scripts. Fortran también está soportado por AuroraUX debido a su trasfondo numérico y científico, y una de las áreas del núcleo del sistema está siendo adaptada para ello.
El proyecto AuroraUX ha decidido usar Clang - LLVM para el compilador, y tiene usa shell compatible con POSIX. AuroraUX soporta  x86, x86-64, SPARC and PowerPC con la arquitectura extendida en el transcurso del desarrollo del proyecto.